# Gagrella gravelyi
Gagrella gravelyi is een hooiwagen uit de familie Sclerosomatidae.